# Blackburniella intricata
Blackburniella intricata is een keversoort uit de familie mierkevers (Cleridae). De wetenschappelijke naam van de soort is voor het eerst geldig gepubliceerd in 1891 door Blackburn.